# Nicolás Flores
Nicolás Flores là một đô thị thuộc bang Hidalgo, México. Năm 2005, dân số của đô thị này là 6202 người.